# 第16回ジャパンボウル
第16回ジャパンボウルは1991年1月13日、横浜スタジアムで行われたカレッジフットボールのオールスター東西対抗戦。マイカルがスポンサーを務めた。西軍が20-14で2年ぶり11回目の勝利をあげた。

## 試合経過
パス、ランで活躍したバージニア大学のQBショーン・ムーア、フロリダ州立大学のRBローレンス・ドーシー、ワシントン大学のRBグレッグ・ルイスが注目を集めた。
西軍は第1Qにオレゴン大学のQBビル・マスグレイブからコロラド大学のマイク・プリチャードへのTDパス、アイオワ大学のRBニック・ベルの活躍で17点をあげた。東軍はその後点差を縮めたが及ばず西軍が20-14で勝利した。MVPにはマスグレイブが選ばれた。